# サンチャ・デ・バルセロナ
サンチャ・デ・バルセロナ（スペイン語: Sança de Barcelona, 1057年頃 - 1095年） サルダーニャ伯ギジェム1世夫人。

## 生い立ち
バルセロナ伯ラモン・バランゲー1世と３人目の妻アルモディス・ド・ラ・マルシュの次女にあたる。
さらに、カスティーリャ家出身の内祖母サンチャ・サンチェス・デ・カスティーリャを通じサンチョ・ガルシアの曾孫でもあり、母アルモディスを通じ、ラ・マルシュ伯ベルナール1世の外孫にもあたる。
後のバルセロナ伯バランゲー・ラモン2世とラモン・バランゲー2世らとサンチャは実の兄妹である。
1076年に父ラモン・バランゲー１世が没した際、「結婚するまで」代父のゲラウ＝アレマニー・デ・セルヴェッロの後援下で過ごした。

## 結婚と子孫
サンチャは1076年にサルダーニャ及びベルガ伯ギジェム1世と結婚した。この結婚から以下二子が生まれた。
- ギジェム2世 - 父よりサルダーニャ伯、クンフレン伯位及びベルガ伯位を相続
- ベルナト１世 - 兄よりサルダーニャ伯、クンフレン伯位及びベルガ伯位を相続